# Pierre Pétrovitch Karataïev
Pierre Pétrovitch Karataïev est une nouvelle d'Ivan Tourgueniev parue dans la revue russe Le Contemporain en 1847. La nouvelle fait partie du recueil Mémoires d'un chasseur et raconte un amour impossible entre un gentilhomme et une serve.

## Résumé
Le narrateur attend des chevaux a un relais de poste sur la route de Toula à Moscou. Arrive un autre voyageur, Pierre Pétrovitch Karataïev, la trentaine.  Il veut également des chevaux. Il n’y en a pas. Les deux voyageurs partagent un samovar, et Pierre Pétrovitch lui raconte sa vie.
Il vient de quitter son petit domaine, il a des problèmes financiers, et part à Moscou chercher du travail. Mais le véritable motif de cette fuite est une histoire d’amour qui a mal tourné. Il est tombé amoureux d’une jeune fille, Matrona Fiodorovna Koulik, une serve qui ne lui appartenait pas. Il a voulu la racheter, mais la propriétaire, Marie Ilinitchna, vieille dame fort riche et très à cheval sur les conventions, refuse la transaction et lui annonce qu’elle fait transférer Matrona dans un village de la steppe. Ne supportant pas la situation, Pierre Pétrovitch part, enlève Matrona et l’installe chez lui. S’ensuivent cinq mois de bonheur. Hélas ! lors d’une promenade en traîneau, Matrona, par défi, s’est rapprochée du domaine de sa maîtresse. Pas de chance, celle-ci les reconnaît et porte plainte : « Le gentilhomme Pierre Pétrovitch Karataïev détient une serve qui s’est enfuie de chez moi », déclare-t-elle aux autorités. Et elle fait traquer Matrona que Pierre Pétrovitch a cachée.  Après quelque temps, Matrona ne supporte plus cette vie de réclusion et part se livrer.
Les voyageurs se quittent sur cette triste conclusion.
Un an plus tard, le narrateur croise Pierre Pétrovitch, manifestement ivre, dans un café moscovite : il n’a pu trouver un travail, a vendu sa propriété et vit aux crochets de quelques amis. Il rumine sur ses échecs passés. 

## Édition française
- Pierre Pétrovitch Karataïev, traduit par Françoise Flamant, Éditions Gallimard, Bibliothèque de la Pléiade, 1981  (ISBN 978 2 07 010980 7).